# Cikembang (Caringin)
Cikembang is een bestuurslaag in het regentschap Sukabumi van de provincie West-Java, Indonesië. Cikembang telt 4759 inwoners (volkstelling 2010).